# تسوي هارك
تسوي هارك هو مخرج،منتج وكاتب أفلام من هونغ كونغ ولد في 15 فبراير 1950.